# كين بلاكبيرن (ممثل)
كين بلاكبيرن (بالإنجليزية: Ken Blackburn)‏ هو ممثل نيوزيلندي، ولد في 1935 في برستل في المملكة المتحدة.

## أعمال

### أفلام
- (2015) الغرب البطئ[1]

## وصلات خارجية
- كين بلاكبيرن على موقع IMDb (الإنجليزية)
- كين بلاكبيرن على موقع قاعدة بيانات الفيلم (الإنجليزية)